# 鋼鐵條約

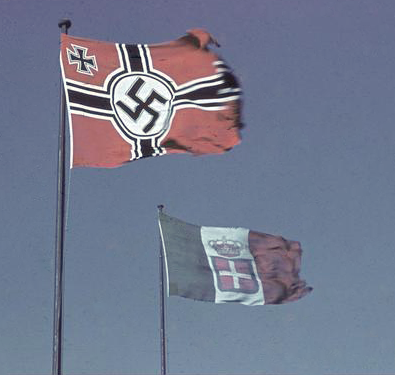
1943年6月在羅馬的德国軍旗和意大利國旗

《钢铁条约》（德語：Stahlpakt），全称《德意友谊与同盟条约》，是義大利与德國在1939年5月22日通过的协定。意大利外交大臣加莱阿佐·齐亚诺与德国外长约阿希姆·冯·里宾特洛甫代表他们的国家签署协议，不過包括齐亚诺在内的数位意大利官员反对此项条约。協議最初是作為日本、意大利和德國之間的三方軍事聯盟起草的。 但日本希望該協議的重點針對蘇聯，而意大利和德國則希望將其針對英國和法国。 由於這一分歧，該條約在沒有日本的情況下簽署，並成為意大利和德國之間的協議。
钢铁条约象征德意同盟，让两国在国际威胁或战争中，互相提供军事支援，并加强军事与战时生产。而且，两国保证只有得到对方同意才会与他国议和。条约最初的有效期是10年。
协定假设战争会在3年之内爆发，德国在1939年9月1日业已入侵波兰，而意大利准备不足，仍未能遵守协定，終於在1940年6月10日才向法国和英国宣戰。
1943年7月25日墨索里尼法西斯政權倒台，9月8日意大利投降，德國出兵進駐意大利以阻擊盟軍進攻，有效结束了条约。

## 背景
德国和意大利曾在第一次世界大战中交战。大萧条严重阻碍了两国的经济后，激进政党（例如阿道夫·希特勒的纳粹分子和贝尼托·墨索里尼的法西斯分子）的受欢迎程度和支持度激增。
1922年，墨索里尼担任意大利王国首相。他的第一个行动使他非常受欢迎，提供就业和改造意大利基础设施的大规模公共工程计划。在地中海，墨索里尼建立了一支强大的海军，其规模超过了英国和法国地中海舰队的总和。
1933年，希特勒被任命为总理后，发起了一场巨大的公共工程和秘密重整军备浪潮。法西斯主义和纳粹主义有着相似的原则，希特勒和墨索里尼在1930年代曾多次在国家和私人场合会面。1936年10月23日，意大利和德国签署了一项秘密协议，首次就西班牙内战、国际联盟和阿比西尼亚危机等问题调整两国的外交政策。

## 日本
1931年，日本关东军因其丰富的粮田和原矿储量而入侵满洲地区。然而，这引发了与满洲接壤的苏联的外交冲突。为了对抗苏联的威胁，日本于1936年与德国签署了一项条约，该条约的目的是防止苏俄对中国发起任何攻击。
日本选择专注于反苏联盟，而不是意大利和德国等反西方联盟。然而，德国担心反苏联联盟会在他们征服西欧之前造成两线战争的可能性。因此，当意大利邀请日本签署《钢铁条约》时，它提出了异议。

## 条款
正式而言，《钢铁条约》规定德国和意大利有义务在发生战争时向对方提供军事、经济或其他方面的援助，并在战时生产方面进行合作。 该条约旨在确保任何一个国家都无法在未经对方同意的情况下实现和平。该协议基于三年内不会发生战争的假设。当德国于1939年9月1日入侵波兰时，意大利尚未做好应对冲突的准备，难以履行其义务。因此，意大利直到1940年6月才加入第二次世界大战，并延迟入侵法国南部。

第一条
缔约方将保持相互永久联系，以了解所有共同利益或整个欧洲局势。 
第二条
如果缔约双方的共同利益因任何类型的国际事件而受到损害，双方将立即就采取必要措施维护这些利益进行磋商。如果缔约方之一的安全或其他重大利益受到外部威胁，另一缔约方将为受威胁的一方提供充分的政治和外交支持，以消除这种威胁。
第三条
如果违背缔约双方的意愿和希望，其中一方卷入与另一国或其他国家的军事纠纷，另一方将立即作为盟友站在其一边，并全力支持它。 其陆地、海上和空中的军事力量。
第四条
为确保在任何情况下迅速履行第三条联盟义务，缔约两国政府将进一步加强在军事领域和战时经济领域的合作。 同样，两国政府将定期相互通报实际执行本协定所需的其他措施。 两国政府将在外交部长的指导下设立常设委员会，以实现第一条和第二条所述的目的。
第五条
在联合发动战争的情况下，缔约方此时已经有义务只有在彼此完全同意的情况下才能缔结任何停战或和平。
第六条
缔约双方认识到与友好国家建立共同关系的重要性。他们决心在未来维持这些关系，并促进将他们与这些国家联系在一起的共同利益的充分发展。
第七条

本协议自签署后立即生效。缔约双方同意将其第一期有效期定为10年。在此期限到期之前，他们将及时就延长该协议的有效性达成协议。

### 秘密补充协议
《钢铁公约》的秘密补充协议分为两部分，在签署该协议时并未公开。
第一部分敦促两国加快联合军事和经济合作，第二部分承诺两国在“新闻、新闻服务和宣传方面”进行合作，以提升罗马-柏林轴心的力量和形象。为了提供帮助，每个国家都将在对方首都指派本国的“一名或多名专家”，与该国外交部长保持密切联系。

## 名称变更
在被告知原来的名称“血之契约”在意大利可能会受到不良欢迎后，墨索里尼提出了“钢铁契约”这个名称，并最终被选中。

## 解散
根据第七条，该协议有效期为10年。1942年11月，北非的轴心国军队在第二次阿拉曼战役中被英国军队决定性击败。1943年7月，西方盟军入侵西西里岛开辟了新战线。此后，墨索里尼被19名大议会成员推翻，他们投票支持大议会。彼得罗·巴多格里奥元帅领导下的新意大利政府于9月与盟军签署了停战协定，成为非交战国，从而有效地结束了意大利对该条约的参与。
尽管纳粹德国在意大利北部建立了墨索里尼领导下的傀儡政府意大利社会共和国，但意大利仍然只是名义上的该条约的成员。

## 参看
- 反共产国际协定
- 三国公约

条约原文